# Dierama argyreum
Dierama argyreum är en irisväxtart som beskrevs av Harriet Margaret Louisa Bolus. Dierama argyreum ingår i släktet Dierama och familjen irisväxter. Inga underarter finns listade i Catalogue of Life.

## Bildgalleri

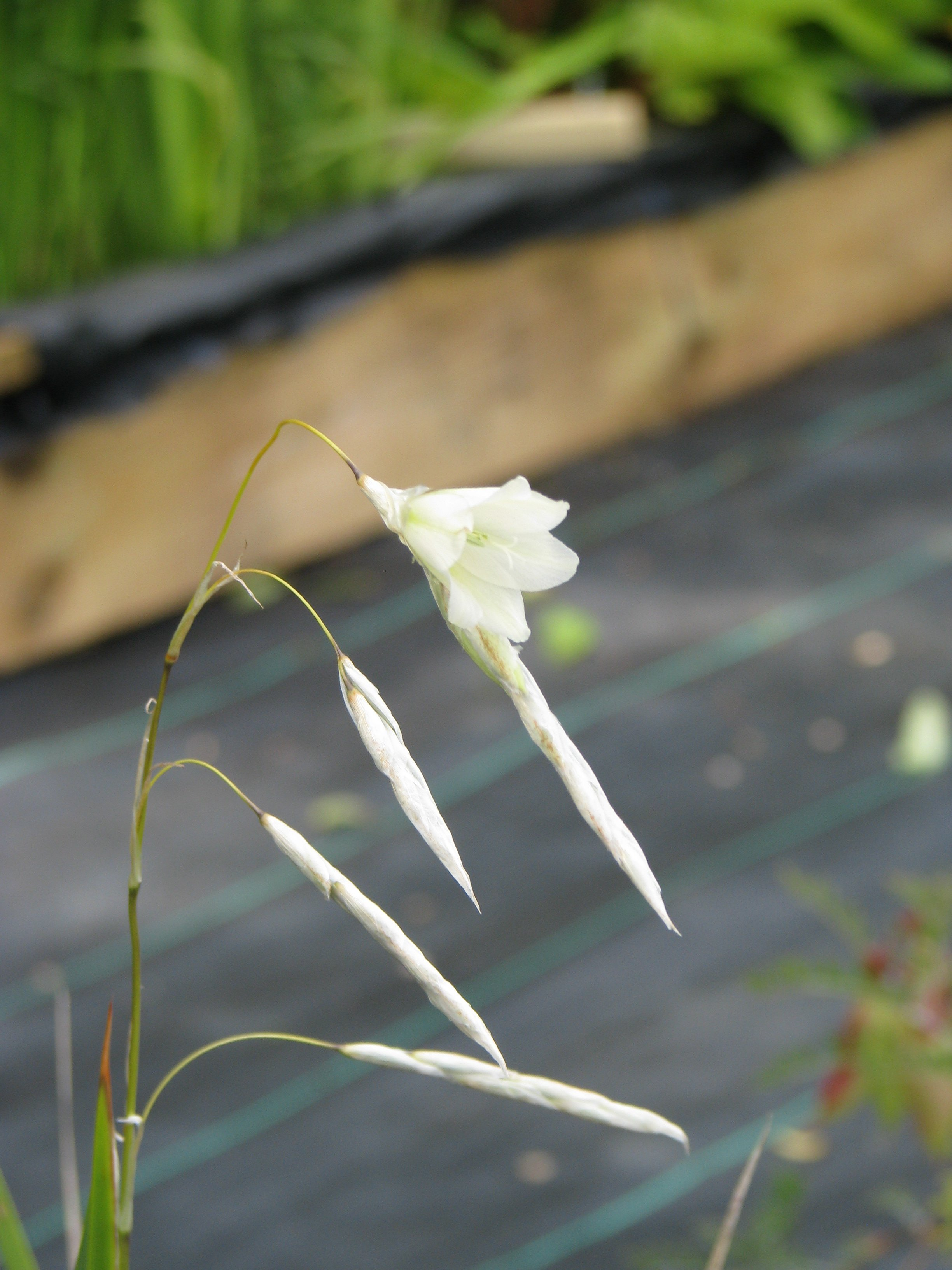
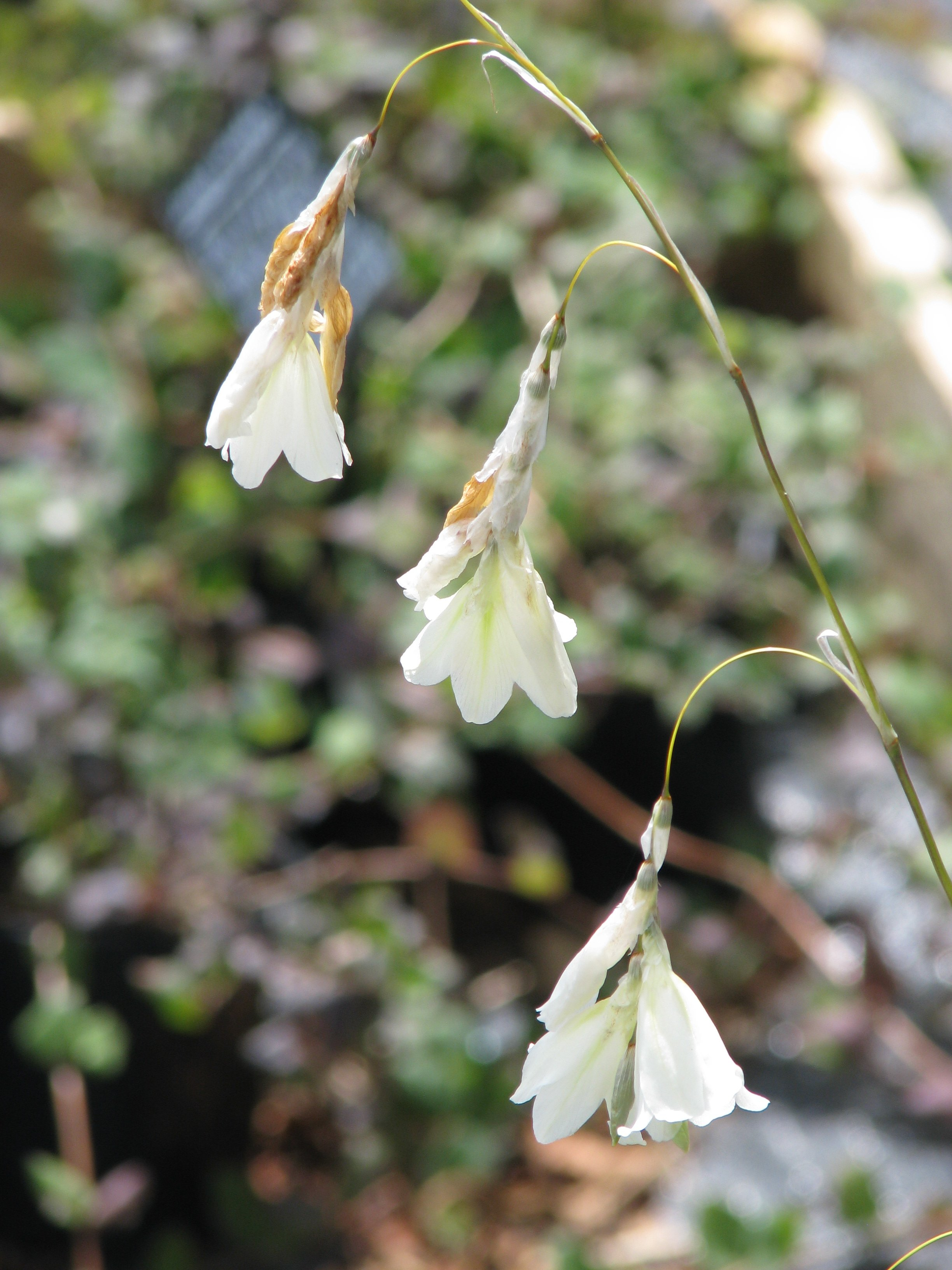